# Ancylotrypa oneili
Espèce
Synonymes
- Cyrtauchenius oneili Purcell, 1902

Ancylotrypa oneili est une espèce d'araignées mygalomorphes de la famille des Cyrtaucheniidae.

## Distribution
Cette espèce est endémique du Cap-Oriental en Afrique du Sud,.

## Publication originale
- Pocock, 1902 : Some new African spiders. Annals and Magazine of Natural History, sér. 7, vol. 10, p. 315-330 (texte intégral).